# Фильмоскоп

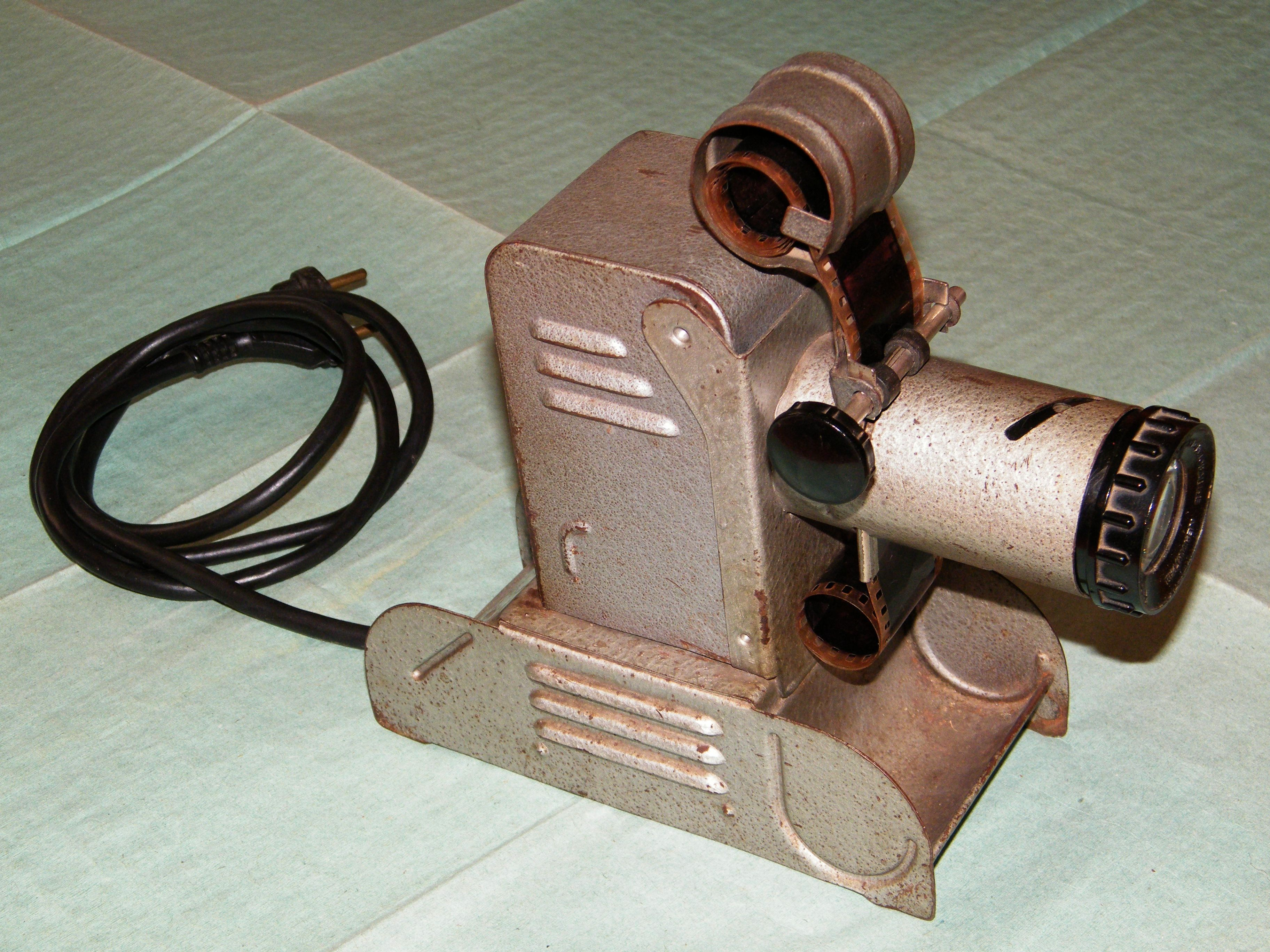
Детский фильмоскоп «Ф-49» (в обиходе — «танчик» из-за внешнего сходства с танком). СССР, 1960-е годы

Фильмоско́п — принятое в СССР название диапроекторов, специально предназначенных для демонстрации рулонных диафильмов с размером кадра 18×24 мм.
В отличие от диапроектора, фильмоскоп имеет упрощённую конструкцию, элементарное обслуживание и значительно более низкую стоимость. Благодаря этому в Советском Союзе эти устройства получили широкое распространение, в том числе в детских дошкольных учреждениях. Универсальные фильмоскопы, допускающие просмотр одиночных слайдов, также служили заменой дорогих автоматических диапроекторов. Современные фильмоскопы изготавливаются в виде детской игрушки, управление которой доступно ребёнку.

## Особенности конструкции

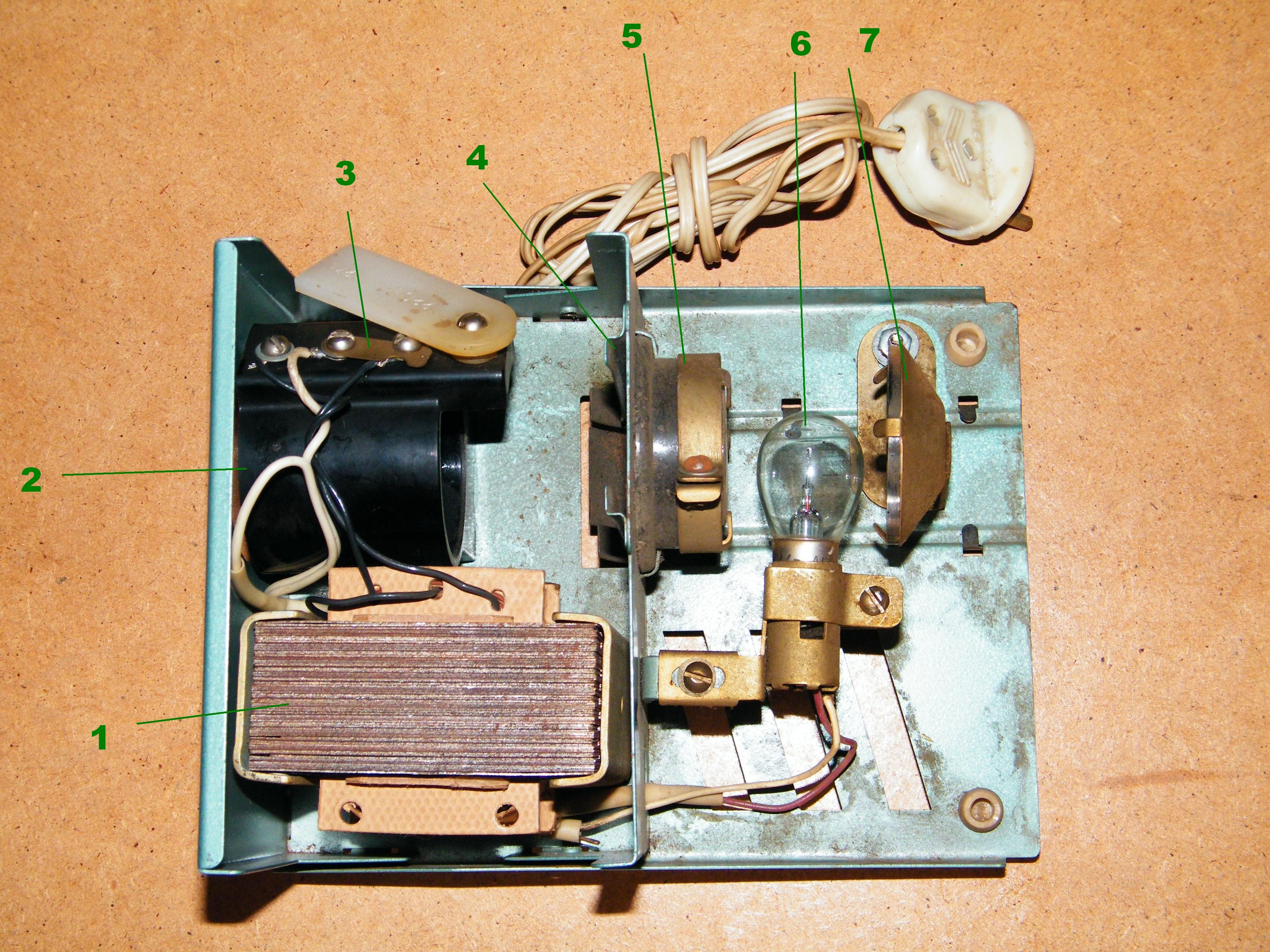
Устройство детского фильмоскопа:
1 — понижающий трансформатор
2 — объектив
3 — переключатель напряжения сети (127—220 вольт)
4 — фильмовый тракт
5 — конденсор
6 — лампа накаливания на напряжение 6 вольт
7 — рефлектор

Фильмоскопы рассчитаны на экран небольшого размера в комнате, и обладают упрощённой конструкцией. Вместо дорогой проекционной лампы накаливания в качестве источника света до середины 2000-х годов применялись низковольтные автомобильные или мотоциклетные лампы небольшой мощности 15—25 ватт с питанием от понижающего трансформатора. Невысокая теплоотдача маломощной лампы избавляла от необходимости оснащать прибор системой охлаждения и теплофильтром. Ещё ниже себестоимость фильмоскопов, рассчитанных только на диафильмы.
Благодаря вдвое меньшей площади кадра по сравнению с малоформатным слайдом, применяется простейший конденсор с линзами небольшого диаметра и более дешёвый короткофокусный объектив. Некоторые фильмоскопы не оснащены даже сферическим отражателем, традиционно расположенным за лампой в конденсорных осветителях. Для транспортировки диафильма не используются зубчатые барабаны, вместо которых применяются простейшие фрикционные ролики. Стоимость большинства советских моделей не превышала 15 рублей, что было на порядок дешевле диапроектора среднего класса, доступного лишь за 150—200 рублей. Современные фильмоскопы оснащаются низковольтной светодиодной лампой, которая питается от батареек или аккумуляторов, что делает приборы безопасными для детей.
Кроме осветительной системы, понижающего трансформатора, корпуса и объектива фильмоскопы оснащаются фильмовым каналом специальной конструкции: направляющая, отштампованная из листового металла сверху заканчивается изогнутым держателем подающего рулона, а около кадрового окна снабжена простейшим обрезиненным валом для транспортировки диафильма. Фильмовый канал некоторых фильмоскопов имеет несъёмную конструкцию.
Наиболее универсальные приборы допускают просмотр одиночных малоформатных слайдов в стандартных рамках 50×50 мм, но не оснащаются механизмом автоматической смены кадра. Осветительная система и объектив таких проекторов рассчитаны на малоформатный кадр 24×36 мм. Корпус приспособлен к установке на стол или другую ровную поверхность, и снабжается простейшим механизмом регулировки наклона винтовой передней опорой. Управление фильмоскопом простейшее и не требует специальных навыков. Достаточно вставить плёнку в фильмовый канал и включить лампу. В большинстве аппаратов перемещение диафильма осуществляется вращением рукоятки сбоку фильмового канала. Электроприводом в СССР оснащались только дорогие диапроекторы с дополнительным модулем, например «Пеленг-800».

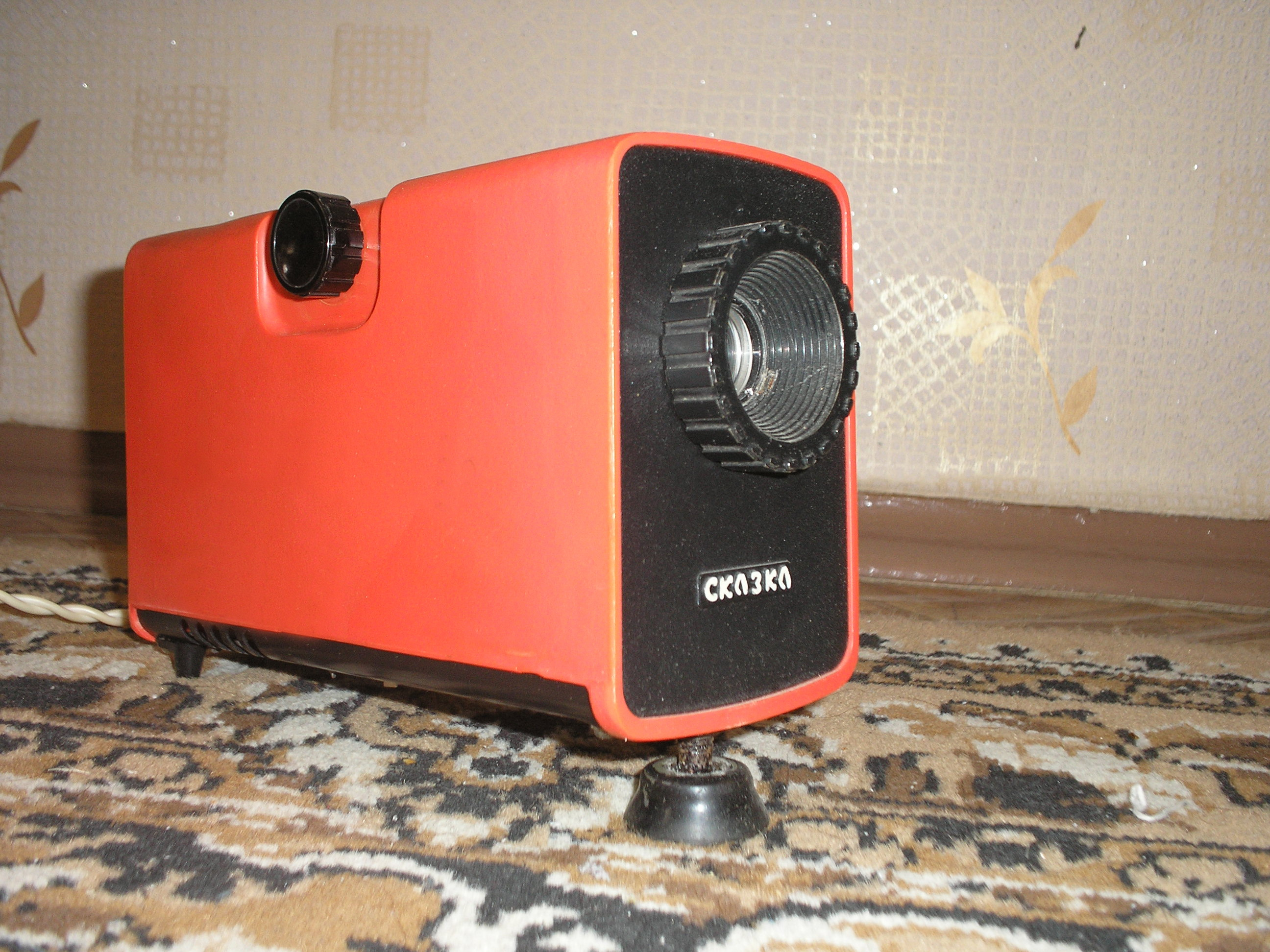
Фильмоскоп «Сказка»
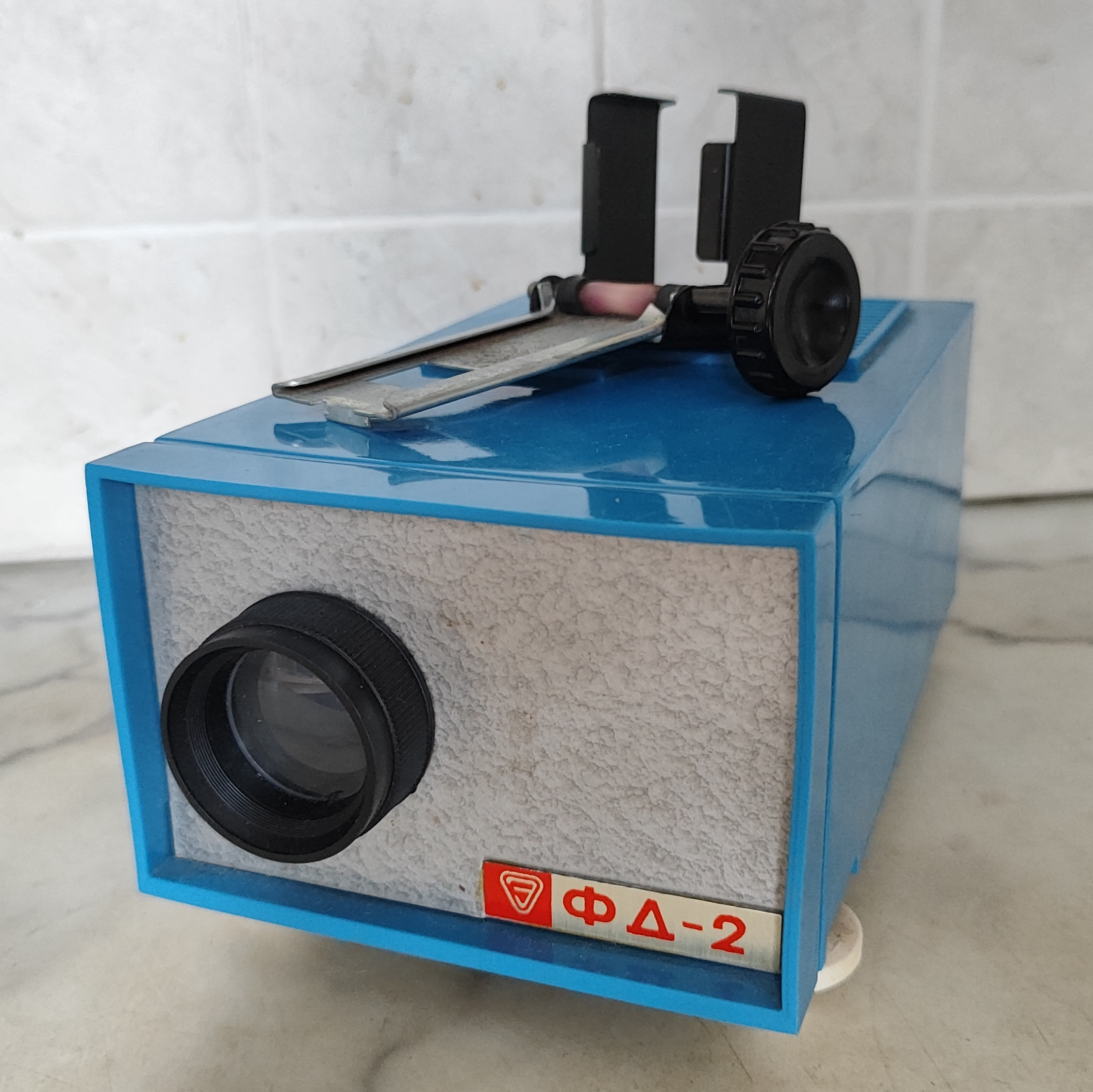
Фильмоскоп «ФД-2»
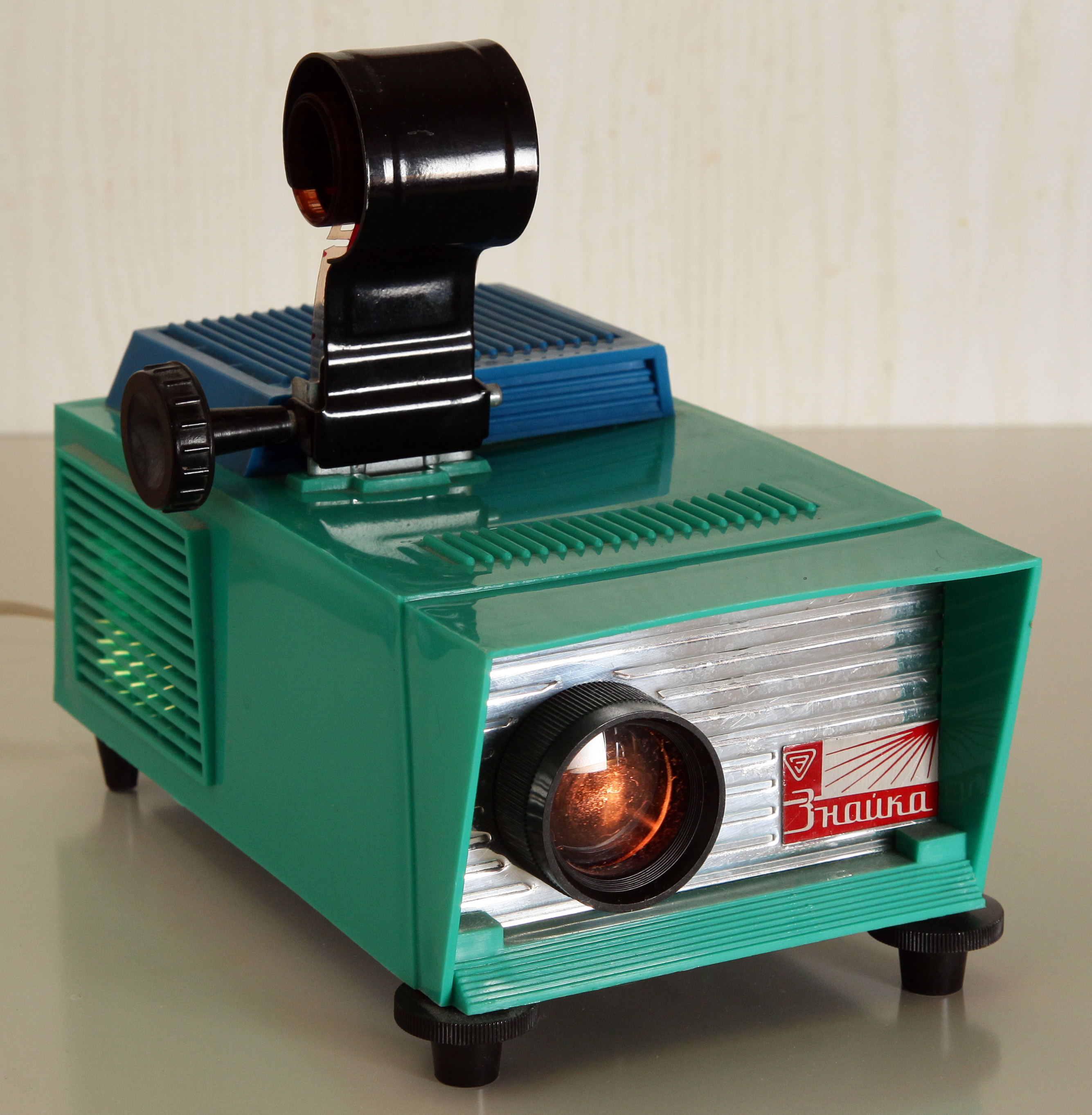
Фильмоскоп «Знайка»
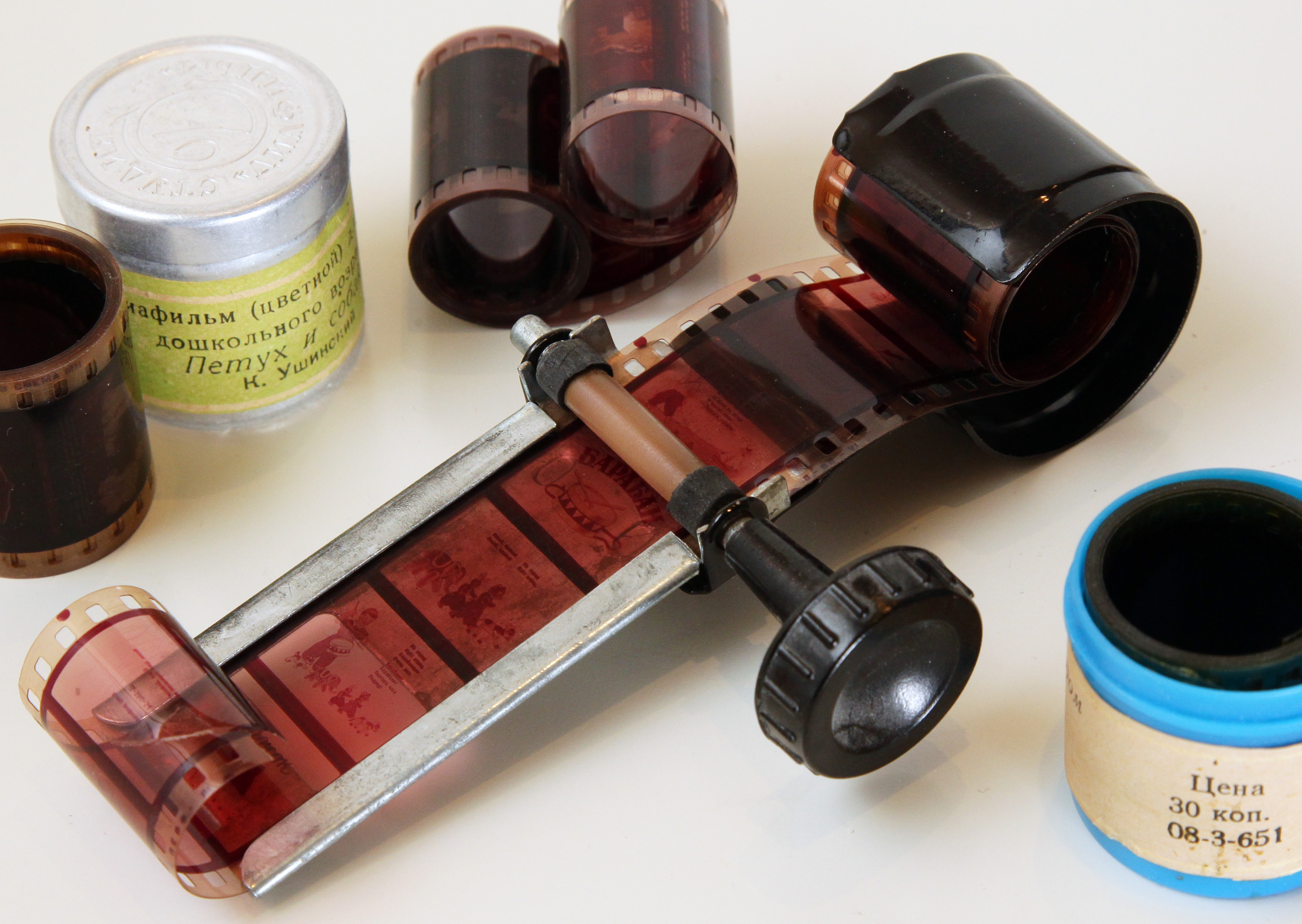
Фильмовый канал с диафильмом
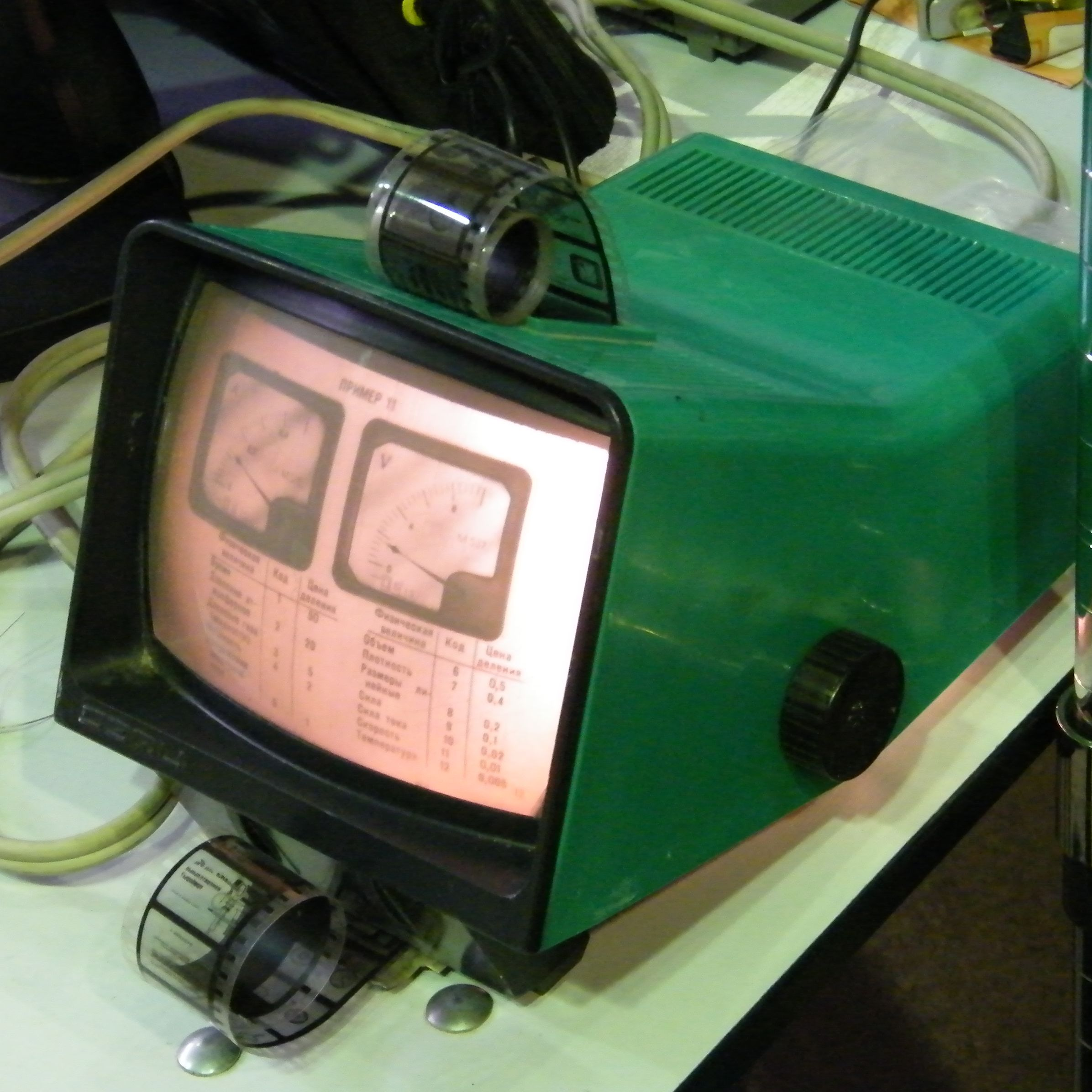
Фильмоскоп «ДЭФ-4» с просветным экраном
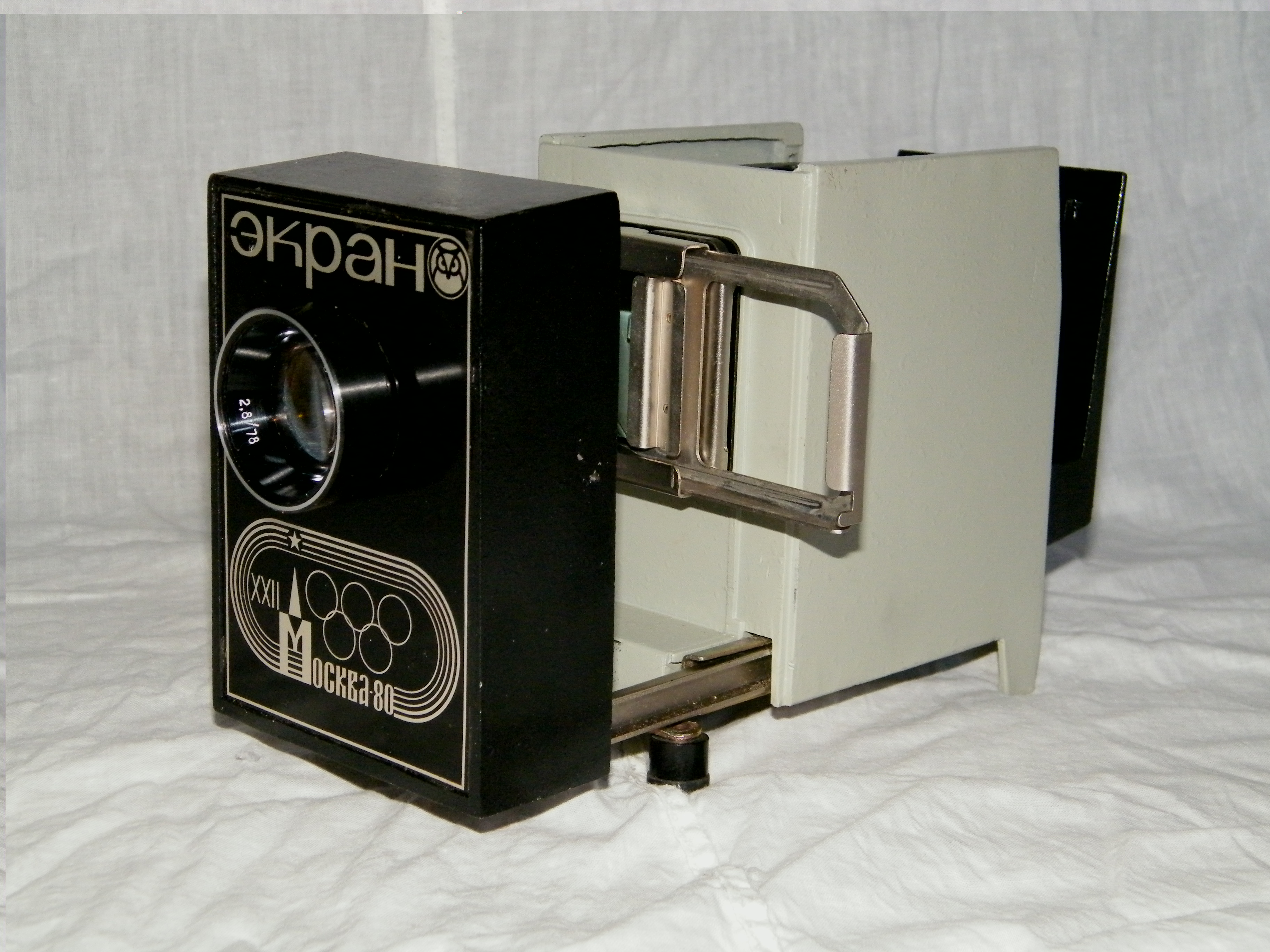
Универсальный фильмоскоп

За рубежом автоматическая протяжка была более распространённой, особенно в фильмоскопах, оснащённых системой синхронизации со звуковым сопровождением. Механизм запускался записанным на грампластинке сигналом низкой частоты 50 Гц, не воспроизводимой усилителем, но воспринимаемой автоматикой. Позднее система синхронизации фильма со звуком была модернизирована и один и тот же звукоряд начали записывать на обеих сторонах пластинки: с одной стороны для старой системы, а с другой — для новой. С появлением кассетных магнитофонов фонограмма стала выпускаться на компакт-кассетах. В СССР автоматические фильмоскопы не выпускались, и фонограммой на грампластинках снабжались лишь немногие диафильмы. При этом звукоряд строился таким образом, чтобы точная синхронизация с фильмом не требовалась или же в конце каждого звукового фрагмента, соответствующего конкретному кадру звучал короткий однотонный сигнал, напоминающий о смене кадра.

## Фильмоскоп—диаскоп

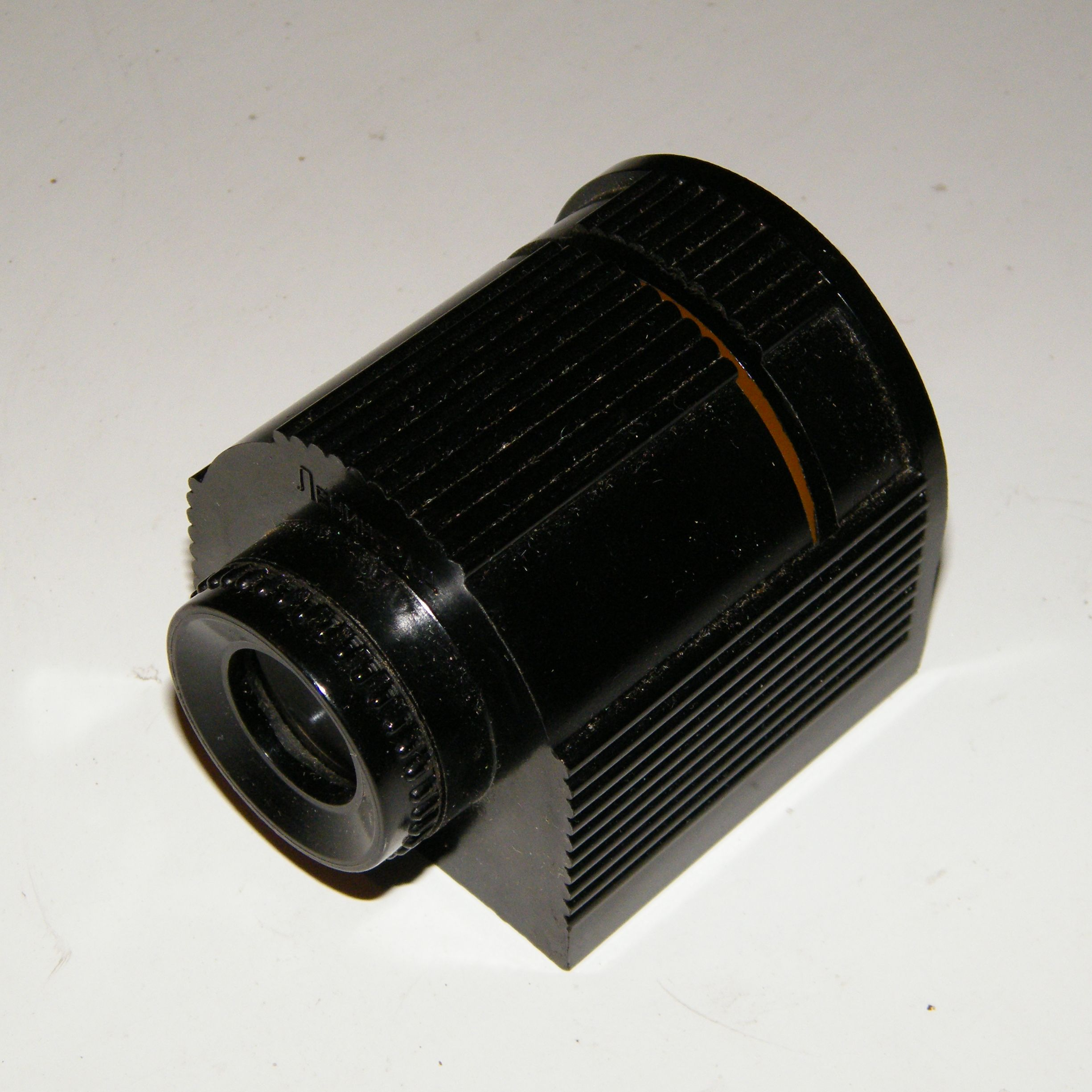
Фильмоскоп «Ленинград»
СССР, 1979 год

Фильмоскопом иногда называли разновидность диаскопа, предназначенного для индивидуального просмотра только диафильмов с размером кадра 18×24 мм. Некоторые модели диаскопов, рассчитанные на диапозитивные рамки размером 50×50 мм, комплектовались приставкой для просмотра диафильмов.

## Современные фильмоскопы
Одно из подразделений издательства «Амфора» выпускает современную версию звукового фильмоскопа под названием «Светлячок». В отличие от классических фильмоскопов, новый работает не от сети переменного тока, а от батареек ААА. Диафильм поставляется в специальном картридже, содержащем также звуковое сопровождение. Доступно дистанционное управление и отключение по таймеру.
Аналогичным устройством обладает фильмоскоп китайского производства «Regio» со светодиодной лампой и питанием от батареек типа D. Последняя модель пригодна для просмотра старых диафильмов на 35-мм плёнке.

## В культуре
Диафильмам и конкретно фильмоскопу посвящён российский мультсериал студии «Паровоз» — «Волшебный фонарь».